# Streamline Moderne
Streamline Moderne ou simplesmente Streamline é um estilo de arquitetura e design internacional, um ramo do movimento Art déco, que surgiu em 1930. Foi inspirado no design aerodinâmico. A arquitetura Streamline enfatizava formas curvas, linhas horizontais longas e às vezes elementos náuticos. No design industrial, era usado em locomotivas, automóveis, aviões, ônibus, telefones, torradeiras, eletrodomésticos e outros dispositivos para dar a impressão de elegância e modernidade.
Na França, o movimento era chamado de style "paquebot", ou "estilo transatlântico", e foi influenciado pelo design do transatlântico de luxo SS Normandie, lançado em 1932.